# KEIRINグランプリ08
KEIRINグランプリ08（けいりん・ぐらんぷり・ぜろはち）は、2008年12月30日（火）に平塚競輪場で開催された、2008年のKEIRINグランプリである。優勝賞金1億円。

## 出場選手
| 車番 | 選手     | 出身県 | 出場要件事項                              |
| ---- | -------- | ------ | ----------------------------------------- |
| 1    | 平原康多 | 埼玉   | 取得賞金順位第4位。                       |
| 2    | 伏見俊昭 | 福島   | オールスター競輪優勝。取得賞金順位第7位。 |
| 3    | 三宅伸   | 岡山   | 全日本選抜競輪優勝。                      |
| 4    | 山崎芳仁 | 福島   | 寬仁親王牌優勝。                          |
| 5    | 佐藤友和 | 岩手   | 取得賞金順位第6位。                       |
| 6    | 渡邉晴智 | 静岡   | 日本選手権競輪、高松宮記念杯競輪優勝。    |
| 7    | 井上昌己 | 長崎   | 競輪祭優勝。                              |
| 8    | 永井清史 | 岐阜   | 北京五輪男子ケイリン銅メダル。            |
| 9    | 小嶋敬二 | 石川   | 取得賞金順位第5位。                       |

- 補欠選手は紫原政文（福岡）[1][2]

※取得賞金順位の算定期間は2008年1月1日 - 12月9日。

## 競走内容
平原 - 渡辺が前受けし、続いて中団に永井 - 小嶋 - 井上 - 三宅と続いた。山崎 - 伏見 - 佐藤が残り3周で永井らを押さえて赤板（残り2周）を通過。佐藤が単騎で上昇し、打鐘が鳴る前に平原を押さえる。永井は2センターから発進するが、ここで小嶋が永井から離れての追走となってしまい、中団の佐藤 - 平原 - 渡邉もこの影響を受け、さらには追走に失敗した三宅が後方8番手の山崎を塞ぐ形になってしまい、最終バックでは先頭から最後尾まで10数車身差というバラけた展開となる。
最終周回3コーナーで小嶋が井上に追いつき、その勢いで自ら前に出て先頭に立つが、直線で小嶋を終始マークしていた井上が直線で追い込んで1着入線。4コーナーで小嶋のインを突いた平原が2着に入り、3着は小嶋であった。

## 競走結果
| 着順 | 選手     | 決まり手 |
| ---- | -------- | -------- |
| 1    | 井上昌己 | ‌差       |
| 2    | 平原康多 | 差       |
| 3    | 小嶋敬二 |          |
| 4    | 佐藤友和 |          |
| 5    | 渡辺晴智 |          |
| 6    | 山崎芳仁 |          |
| 7    | 伏見俊昭 |          |
| 8    | 永井清史 |          |
| 9    | 三宅伸   |          |

### 配当金額
| 車番二連勝単式 | 7-1   | 6,840円  |
| 三連勝単式     | 7-1-9 | 39,690円 |

## エピソード
- この年の民放テレビでの中継は、BS日テレがキーとなりtvk（テレビ神奈川）と共同制作で行うことになり、これにより地上波での中継は前回までのテレビ東京から日本テレビに変更された上、一部映像を差し替えてBS日テレとは別内容で放送された。なおBS日テレの中継映像はtvkをキーとして独立UHF局[注 1]系列にも配信された[3]。

- 2001年から2009年におけるKEIRINグランプリでは唯一、「ゼロハチ」とタイトルが日本語読みになっている（KEIRINグランプリ#レース名を参照）。

- GPの売上は、57億1300万7300円（本場14億8579万7500円、場外42億2720万9800円[4]）。目標の66億円には、届かなかった。

- シリーズ全体の目標額は165億円だったが、シリーズ三日間の売り上げは152億8452万6700円と目標を大きく下回った。

### 競走データ
- 枠順は抽選により決められた。

- 永井清史のオリンピックメダル獲得の選考によるグランプリ出場は、KEIRINグランプリ'96の十文字貴信以来。

- 三宅伸は12年ぶりのGP出場（通算3度目）[5]。